# Parmentiera
Genre
Synonymes
- Zenkeria Rchb.[2]

Parmentiera est un genre de plantes à fleurs appartenant à la famille des Bignoniaceae et de la tribu des Crescentieae (tribu du calebassier). Les fruits de certaines espèces sont comestibles. 

## Homonymie
Parmentiera DC. ne doit pas être confondu avec le genre Parmentiera Raf., aujourd'hui inclus dans le genre Solanum L. (Solanaceae).

## Liste d'espèces
Parmi ses espèces, on compte : 
- Parmentiera aculeata (Kunth) Seem.
- Parmentiera cereifera Seem.
- Parmentiera dressleri A. Gentry
- Parmentiera morii A. Gentry
- Parmentiera stenocarpa Dugand et LB Smith